# Asura curvifascia
Asura curvifascia är en fjärilsart som beskrevs av George Francis Hampson. Asura curvifascia ingår i släktet Asura och familjen björnspinnare. Inga underarter finns listade i Catalogue of Life.